# 1990 en Norvège
Chronologie de la Norvège
- 1986
- 1987
- 1988
- 1989
- 1990
- 1991
- 1992
- 1993
- 1994

Cet article présente les faits marquants de l'année 1990 en Norvège ou relatifs à la Norvège.

## Gouvernance
- Olav V est roi de Norvège.
- Jan Peder Syse est le chef du gouvernement jusqu'au 3 novembre. Gro Harlem Brundtland lui succède.

## Événements
- Création de la réserve naturelle de Hynna, réserve naturelle norvégienne située dans la commune de Gausdal, Comté d'Oppland. La réserve naturelle a depuis 2002 le statut de site ramsar, en raison de son importance pour les oiseaux migrateurs. Elle a une surface de 64,42 km2.
- Mona Grudt (née le 6 avril 1971 à Hell dans le Stjørdal en Norvège) est une top model. Elle a été la première Norvégienne à obtenir le titre de Miss Univers 1990.
- 6 et 7 avril : incendie du Scandinavian Star, qui relie Oslo (Norvège) à Frederikshavn (nord du Danemark). Le bilan est de 158 morts.
- 3 novembre : le Gouvernement Brundtland III, soutenu par 63 députés sur 165 au Storting lors de son premier mandat, succéde en cours de mandat au gouvernement du conservateur Jan Peder Syse.

## Sport
- Les Championnats du monde de biathlon 1990 se sont tenus conjointement à Minsk (Union soviétique), à Oslo (Norvège) et à Kontiolahti (Finlande).
- La 11e édition des championnats du monde de vol à ski s'est déroulée le 25 février 1990 à Vikersund en Norvège qui organise pour la seconde fois la compétition.
- La saison 1990 du Championnat de Norvège de football était la 28e édition de la première division norvégienne à poule unique, la Tippeligaen. Les 12 clubs jouent les uns contre les autres lors de rencontres disputées en matchs aller et retour.

## Culture
- Les Naufragés de l'île aux pirates (Haakon Haakonsen), film américano-norvégo-suédois réalisé par Nils Gaup, sorti en 1990.

## Naissances
- Naissance en Norvège en 1990

## Décès
- Décès en Norvège en 1990